# PIK-19
Die PIK-19 Mihunu war ein Segelflugzeugschleppflugzeug, das von der Technischen Universität Helsinki entwickelt wurde.

## Geschichte und Konstruktion
Die PIK-19 wurde in den frühen 1970er Jahren entwickelt. Sie war ein zweisitziger freitragender Tiefdecker, der in konventioneller Konfiguration mit geschlossenem Cockpit und festen Bugradfahrwerk entworfen wurde. Die Maschine war vollständig aus Verbundwerkstoffen gefertigt und flog erstmals 1972. Weltweit war es erst das vierte Flugzeug, dass aus diesen Materialien gefertigt wurde.
Das Projekt war eine gemeinsame Entwicklung der finnischen Regierung und der Technischen Universität Helsinki. Die „PIK“-Bezeichnung gehört eigentlich zu einer Bezeichnungsreihe, die vom Flugsportverein der Universität, dem Polyteknikkojen ilmailukerho für die von ihm gebauten Segel- und Motorflugzeuge verwendet wurde. Obwohl die PIK-19 kein Projekt des Vereins war, wurde diese Bezeichnung gewählt. Die Konstruktionsarbeiten begannen 1969 unter der Leitung von Jukka Tervamäki, Ilkka Rantasalo und Pekka Tammi. Der Prototyp flog am 26. März 1972. Pläne für eine Serienfertigung wurden allerdings nie realisiert. Der Prototyp, das einzige jemals gebaute Flugzeug dieses Typs, flog im Laufe der nächsten 21 Jahre ca. 5217 Stunden und zog rund 40.000 Segelflugzeuge. Im Juni 1994 wurde die Maschine allerdings bei einem Unfall zerstört, als der Motor in niedriger Höhe ausfiel.

## Technische Daten
| Kenngröße             | Daten                                          |
| --------------------- | ---------------------------------------------- |
| Besatzung             | 2                                              |
| Länge                 | 6,90 m                                         |
| Spannweite            | 10 m                                           |
| Höhe                  | 2,60 m                                         |
| Flügelfläche          | 14 m²                                          |
| Flügelstreckung       | 7,1                                            |
| Leermasse             | 560 kg                                         |
| max. Startmasse       | 840 kg                                         |
| Reisegeschwindigkeit  | 220 km/h                                       |
| Höchstgeschwindigkeit | 240 km/h                                       |
| Dienstgipfelhöhe      |                                                |
| Reichweite            | 950 km                                         |
| Triebwerke            | 1 × Kolbenmotor Lycoming O-320-B2BC mit 120 kW |